# Gare d’Hellemmes
Gare d’Hellemmes vasútállomás Franciaországban, Lille településen.

## Vasútvonalak
Az állomást az alábbi vasútvonalak érintik:
- Fives-Baisieux-vasútvonal

## Kapcsolódó állomások
A vasútállomáshoz az alábbi állomások vannak a legközelebb:
- Gare de Lezennes
- Gare de Pont-de-Bois